# Art Farmer
Arthur Stewart "Art" Farmer, född 21 augusti 1928 i Council Bluffs, Iowa, död 4 oktober 1999 i New York, var en välkänd amerikansk jazztrumpetare och flygelhornspelare. Han spelade också flumpet, en trumpet/flygelhorn-kombination designad för honom av David Monette.
Art Farmer började arbeta i utkanten av Los Angeles i mitten av 1940-talet, spelande i band med Benny Carter och Jay McShann bland många andra. I mitten av 1950-talet flyttade Farmer till New York där han framförde och spelade in med Gigi Gryce, Horace Silver, Gerry Mulligan och många andra.
I slutet av 1950-talet var han med och spelade in musik tillsammans med de då mest populära arrangörerna, inklusive George Russell, Quincy Jones och Oliver Nelson.
I början av 1960-talet startade Farmer han en liten grupp tillsammans med gitarristen Jim Hall och basisten Steve Swallow.
Senare flyttade han till Europa för att spela tillsammans med The Kenny Clarke-Francy Boland Big Band.

## Diskografi
- 1960 – Art